# Портрет Егора Максимовича Пиллара
«Портрет Егора Максимовича Пиллара» — картина Джорджа Доу и его мастерской из Военной галереи Зимнего дворца.
Картина представляет собой погрудный портрет генерал-майора Егора Максимовича Пиллара из состава Военной галереи Зимнего дворца.
Во время Отечественной войны 1812 года полковник Пиллар был шефом 34-го егерского полка и командовал 3-й бригадой 4-й пехотной дивизией, отличился при обороне Смоленска, а за Бородинское сражение был произведён в генерал-майоры; далее он особо отличился в Тарутинском бою и в сражении под Красным. В Заграничных походах 1813 и 1814 годов отличился в сражении при Бауцене, затем возглавил 17-ю пехотную дивизию и вёл ее в атаку в Битве народов под Лейпцигом. Завершил своё участие в войнах против Наполеона штурмом предместий Парижа в 1814 году.
Изображён в генеральском мундире, введённом для пехотных генералов 7 мая 1817 года. Слева на груди звезда ордена Св. Анны 1-й степени; на шее крест ордена Св. Георгия 3-го класса; по борту мундира кресты прусских орденов Красного орла 2-й степени и Пур ле мерит, а также крест ордена Св. Владимира 2-й степени; справа на груди серебряная медаль «В память Отечественной войны 1812 года» на Андреевской ленте и звезда ордена Св. Владимира 2-й степени. Подпись на раме: Е. М. Пилларъ, Генералъ Маiоръ.
7 августа 1820 года Комитетом Главного штаба по аттестации Пиллар был включён в список «генералов, заслуживающих быть написанными в галерею» и 17 октября 1822 года император Александр I приказал написать его портрет. Сам Пиллар с ноября 1817 года находился в отставке и проживал в своём имении в Эстляндской губернии, после императорского повеления он, вероятно, приезжал в Санкт-Петербург и позировал Доу. Гонорар Доу был выплачен 13 марта и 27 ноября 1823 года. Готовый портрет был принят в Эрмитаж 7 сентября 1825 года.